# Elsie Clews Parsons
Elsie Worthington Clews Parsons (27 de novembro de 1875 - 19 de dezembro de 1941) foi uma antropóloga, socióloga, folclorista e feminista americana que estudou tribos nativas americanas - como os Tewa e Hopi - nos estados estadounidenses de Arizona e Novo México e no México . Ela ajudou a fundar a The New School.  Ela foi editora associada do The Journal of American Folklore (1918-1941), presidente da American Folklore Society (1919-1920), presidente da American Ethnological Society (1923-1925), e foi eleita a primeira mulher presidente da  Associação Antropológica Americana (1941) pouco antes de sua morte.
Ela obteve seu diploma de bacharel no Barnard College em 1896. Ela recebeu seu mestrado (1897) e Ph.D. (1899) da Universidade de Columbia.
A cada dois anos, a American Ethnological Society concede o Prêmio Elsie Clews Parsons para o melhor ensaio de estudante de pós-graduação, em sua homenagem.

## Biografia
Parsons era filha de Henry Clews, um rico banqueiro de Nova York, e Lucy Madison Worthington. Seu irmão, Henry Clews Jr., era um artista . Em 1 de setembro de 1900, em Newport, Rhode Island, ela se casou com o futuro congressista republicano progressista de três mandatos Herbert Parsons, um associado e aliado político do presidente Teddy Roosevelt. Quando seu marido era membro do Congresso, ela publicou dois livros então controversos sob o pseudônimo de John Main.
Parsons se interessou pela antropologia em 1910. Ela acreditava que o folclore era a chave para entender uma cultura e que a antropologia poderia ser um veículo para a mudança social.
Seu trabalho Pueblo Indian Religion é considerado um clássico, reunindo toda a sua obra anterior e de outros autores. É, no entanto, prejudicado por técnicas de pesquisa intrusivas e enganosas.
Ela é apontada por estudiosos críticos atuais como um exemplo arquetípico de uma pensadora "feminista antimoderna", conhecida por sua paixão por índios nativos americanos que muitas vezes se manifestava como um desejo de preservar uma identidade indígena "tradicional" e "pura", independentemente de como os próprios povos indígenas abordaram questões de modernização ou mudança cultural. Os estudiosos Sandy Grande e Margaret D. Jacobs argumentam que suas tendências racistas e objetificantes em relação aos povos indígenas das Américas são evidenciadas, por exemplo, por sua vontade de mudar seu nome e se apropriar de uma identidade Hopi principalmente para aumentar seu acesso a locais de pesquisa e participantes.

## ideias feministas
As ideias feministas de Parsons eram vistas como extremamente radicais para o seu tempo. Ela era uma defensora de divórcio por consentimento mútuo e acesso a contracepção confiável, sobre os quais ela escreveu em seu livro The Family (1906). Ela também escreveu sobre os efeitos que a sociedade teve no crescimento dos indivíduos e, mais precisamente, o efeito das expectativas de papéis de gênero e como elas sufocam o crescimento individual tanto para mulheres quanto para homens. A Família (1906) foi recebida com tanta repercussão que ela publicou seu segundo livro Castidade Religiosa (1913) sob o pseudônimo de "John Main" para não afetar a carreira política de seu marido, Herbert Parsons.

## Trabalhos

### Os primeiros trabalhos da sociologia
- A Família (1906)
- Castidade Religiosa (1913)
- A mulher à moda antiga (1913)
- Medo e Convencionalidade (1914)
- Liberdade Social (1915)
- Regra Social (1916)

### Antropologia
- A Organização Social dos Tewa do Novo México (1929)
- Cerimonialismo Hopi e Zuni (1933)
- Pueblo Indian Religião (1939)

### Etnografias
- Mitla: Cidade das Almas (1936)
- Peguche (1945)

### Pesquisa em folclore
- Folclore das Ilhas de Cabo Verde (1923)
- Folclore das Ilhas do Mar, SC (1924)
- Folclore Micmac (1925)
- Folclore das Antilhas, francês e inglês (3v., 1933-1943)